# Parasitisme de posta

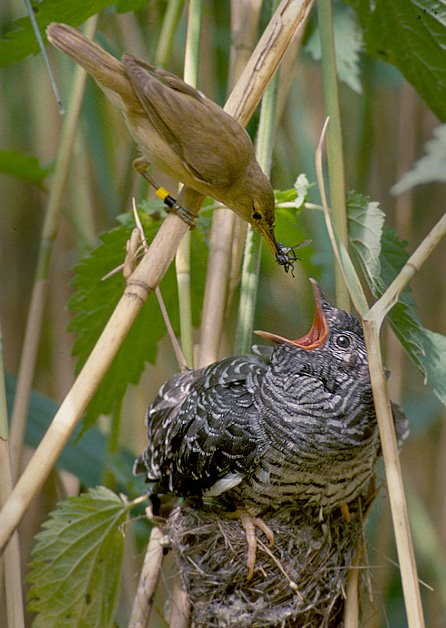
Una boscarla de canyar alimenta un jove Cucut al niu

El parasitisme de posta és una estratègia de cria, observada bàsicament entre els ocells, però que també es presenta entre els peixos o els insectes. És una mena de cleptoparasitisme que implica la utilització d'un amfitrió que s'ocuparà de portar endavant la cria de l'ocell paràsit. Els pares paràsits, no dedicaran el seu esforç en la construcció del niu ni en la cria dels pollets, el que els permetrà passar més temps a la recerca d'aliment o producció de noves cries. A més, el risc de perdre la posta a mans de predadors es mitiga, al distribuir els ous en més d'un niu diferent. Com que aquest comportament danya l'hoste, sovint es tradueix en una cursa d'armes evolutives entre el paràsit i l'hoste.

## Tipus de parasitisme de posta
Se n'han distingit diferents tipus de parasitisme de posta. Quan un ocell pon intencionadament els seus ous al niu d'un individu de la seva espècie, hom parla de parasitisme intraespecífic, mentre que si els pon en el niu d'altra espècie, se l'anomena parasitisme interespecífic. A més, algunes espècies estan obligades a fer servir aquest mètode perquè no tenen capacitat per a criar els seus propis fills, mentre altres l'utilitzen només de tant en tant, com alguns Phaethornithinae. Tots els paràsits obligatoris es troben entre els interespecífics. Hi ha al voltant d'un centenar d'espècies de paràsits obligatoris entre els cucúlids, indicatòrids, ictèrids, estríldids i anàtids. Els pollets de la majoria d'ells maten les cries de les espècies parasitades i són alimentats pels seus amfitrions.

### Parasitisme intraespecífic
És quan un ocell pon els seus ous al niu d'una parella de la mateixa espècie. Hi ha 236 espècies que practiquen d'aquest tipus de parasitisme. Alguns exemples són: el flamenc rosat, l'ànec collverd, l'oca de les neus, la fotja vulgar, la fredeluga, l'oreneta comuna, el pardal comú o l'estornell vulgar. Aquest tipus de parasitisme és ocasional, ja que les espècies que la practiquen normalment construeixen un niu i no depenen del parasitisme per a reproduir-se. Algunes d'aquestes espècies també ponen els seus ous en els nius d'altres espècies. L'ànec Aythya americana pon els seus ous al niu d'Aythya valisineria.

### Parasitisme interespecífic

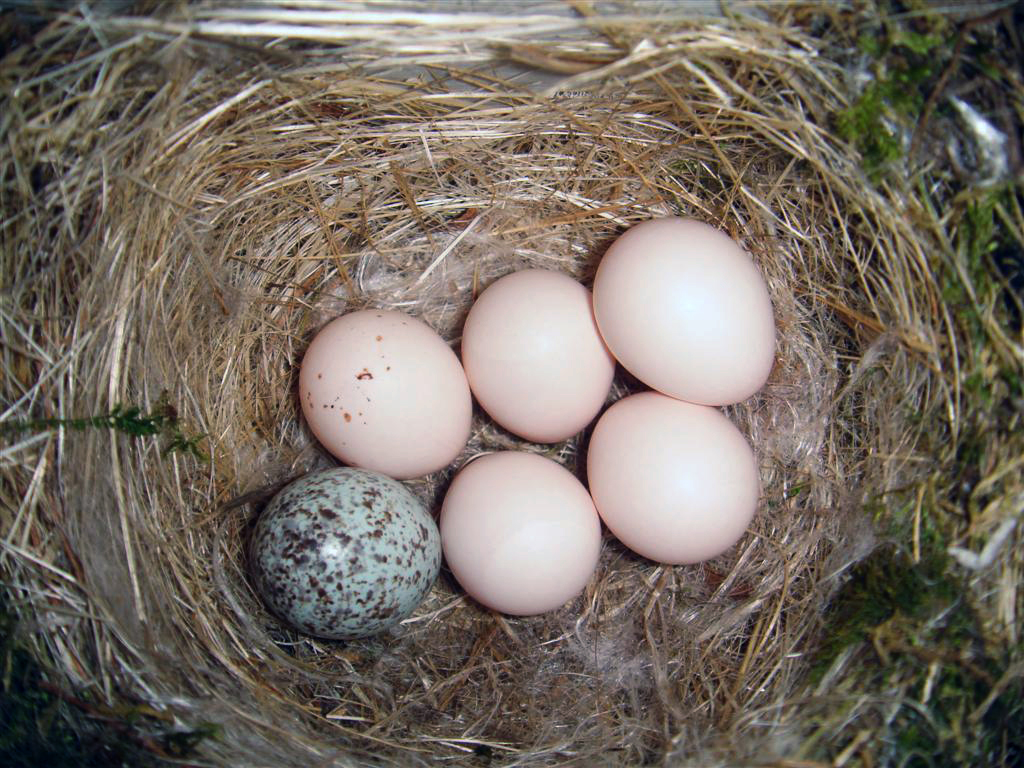
Un ou de merla de cap bru a un niu de Sayornis phoebe

Aquest tipus de parasitisme es produeix quan la femella pon els ous al niu d'una altra espècie. El parasitisme interespecífica es presenta en set grups diferents d'ocells:
- Heteronetta atricapilla parasita altres espècies d'ànecs, a més de fotjes, ibis i gavines.[7]
- Tots els membres de la família dels indicatòrids són paràsits. Llurs hostes són diverses espècies de les famílies dels sílvids (Sylviidae), capitònids (Capitonidae), i les espècies que nien en cavitats.[7]
- Els cututs de la subfamília dels cuculins (Cuculinae), que inclou el cucut comú, són tots paràsits. Els cuculins parasiten una àmplia varietat d'espècies.[7] El cucut garser parasita, gairebé exclusivament, les garses.[9]
- Només tres espècies de cucùlids (Cuculidae) del Nou Món són paràsits: Tapera navia, Dromococcyx phasianellus i Dromococcyx pavoninus.[7][10] Tots tres són membres de la subfamília dels neomorfins (Neomorphinae).
- Anomalospiza imberbis, un membre de la familia dels plocèids (Ploceidae).[7]
- Tots els membres de la família dels viduids (Viduidae),.[11] que ponen llurs ous a nius d'estríldids (Estrildidae).
- Totes les espècies del gènere Molothrus, exclusiu del Nou Món. L'espècie més coneguda és la merla de cap bru, que pot pondre els seus ous als nius de 140 espècies diferents.[12]

## Adaptacions dels ocells paràsits de posta

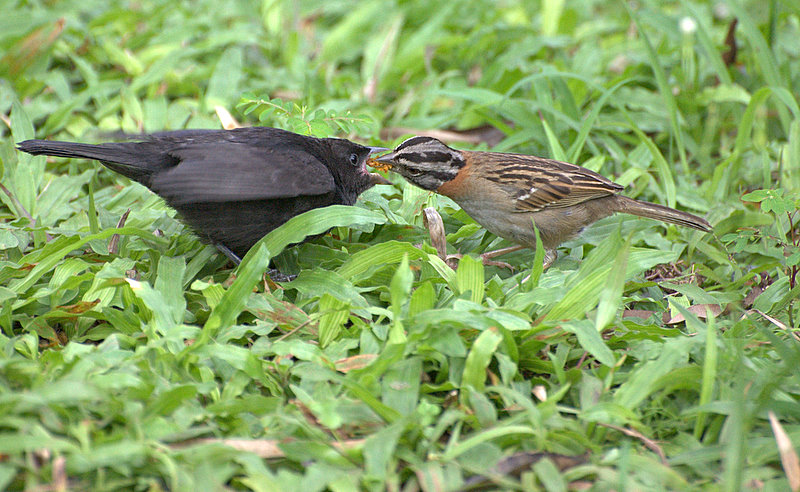
Pardal de clatell roig adult alimentant una cria de Molothrus bonariensis

- Entre els paràsits de posta especialistes, una adaptació gairebé universal és el mimetisme dels ous. Fins i tot hi ha alguns indicis que l'ou de la merla de cap bru pot haver evolucionat fins a un color que imiti el d'un bon nombre dels seus amfitrions.[13]
- La majoria dels ocells paràsits de posta treuen un ou del niu on ponen el propi. Això no només impedeix que l'au hoste s'adoni que ha sigut parasitada, si no que redueix la competència dels pollets paràsits després de l'eclosió.
- La major part dels paràsits de posta tenen períodes d'incubació molt curts i el creixement dels pollets és molt ràpid. Això li dona un avantatge inicial sobre els seus companys de niu. En els casos en què els pollets del paràsit són significativament majors que els de l'amfitrió, aquests moren sovint de fam. Alguns paràsits de posta eliminen tots els seus companys del niu poc després de l'eclosió, ja sigui expulsant-los fora del niu o matant-los.

## Insectes paràsits de posta
Hi ha molts tipus diferents d'abelles de la família dels àpids (Apidae) que ponen els seus ous a les cel·les d'altres membres de la família (o de famílies properes) però habitualment hom parla de cleptoparasitisme, més que de paràsits de posta. També les vespes de la família dels crisídids (Chrisididae) tenen aquest comportament, així com algunes espècies dels megaquílids (Megachilidae) i halíctids (Halictidae).

## Peixos paràsits de posta
Alguns peixos són paràsits de posta. Synodontis multipunctatus, un siluriforme africà, pon els seus ous i els fertilitza a la boca d'alguns cíclids (Cichlidae) d'hàbits d'incubació bucal. Els siluriformes naixen abans que els cíclids i es mengen la posta dels amfitrions.